# سه‌همسان‌دندانان
سه‌همسان‌دندانان (نام علمی: Triisodontidae) نام یک تیره از راسته میان‌پنجه‌سانان است.